# Miss Universo 2000
Miss Universo 2000 foi a 49ª edição do concurso, realizado em Nicósia, Chipre, em 12 de maio de 2000. Lara Dutta, da Índia, foi coroada por sua antecessora, Mpule Kwelagobe, de Botswana,  Miss Universo 1999, vencendo 78 candidatas de todo o mundo. Sendo o local mitológico de nascimento de Afrodite, a deusa grega da beleza e uma alusão ao Julgamento de Páris, os organizadores ofereceram uma maçã de ouro à nova Miss Universo.

## Cidade sede
Nicósia, a capital cipriota, foi anunciada como sede do evento em 1 de julho de 1999. O governo local investiu US$3,5 milhões nele, na esperança de que a transmissão do concurso causasse um incremento no turismo local, a principal fonte de renda de Chipre. Os líderes da conservadora  Igreja Ortodoxa cipriota protestaram contra a decisão da ilha sediar o concurso, argumentando que a celebração do milênio do nascimento de Cristo era mais importante e que o evento era escandaloso e promoveria a nudez feminina. A final do concurso no Eleftheria Indoor Hall foi realizada num cenário que reproduzia o  antigo Anfiteatro Kourion.

## Evento
Esta edição foi marcada por vários conflitos geopolíticos. A Turquia não enviou uma representante ao concurso, pela primeira vez em treze anos,por causa da legislação turca que proíbe que seus cidadãos viajem para a parte sul de Chipre. As candidatas de Israel e do Líbano se recusaram a falar uma com a outra (algo que seria recorrente em edições futuras do concurso) e a Miss Zimbábue teve que lidar com os conflitos internos e a escalada de violência em seu país. Também houve vários protestos de grupos religiosos e feministas que clamavam que o evento era anticristão e uma afronta para as mulheres.
Desde o início do evento a Miss Índia, Lara Dutta, era considerada "aquela a ser batida"; sua beleza, inteligência e carisma brilharam por toda a competição. O Top 10 foi formado por Índia, Venezuela, Espanha, Colômbia, Estônia, França, Zimbabwe, Canadá, EUA e África do Sul. O Top 3 final foi com Dutta, Claudia Moreno da Venezuela e Helen Lindes da Espanha. Dutta, de 22 anos, foi confrontada com uma espinhosa pergunta final sobre a questão dos protestos religiosos e feministas que aconteciam em Chipre e respondeu que acreditava que os concursos de beleza eram uma plataforma para que as mulheres pudessem ter suas opiniões ouvidas e ajudar outras a entrarem nos campos de atividade que elas pretendiam participar, como as Forças Armadas, o empreendedorismo e a política, entre outras coisas. Ela também respondeu que estes concursos tinham ajudado a tornar as mulheres de hoje fortes e individualmente independentes, por causa da ajuda que eles lhes deram em busca de afirmação pessoal. Com um raciocino rápido e uma resposta bem elaborada a uma pergunta difícil e complexa impressionou a audiência e os jurados, mostrando que Lara tinha não apenas uma grande beleza mas preparo intelectual. Muitos acreditam que isso selou sua vitória.
Depois de seu reinado, ela consolidou sua carreira em Bollywood, a indústria do cinema indiano, casou-se em fevereiro de 2010 com o tenista Mahesh Bhupathi e hoje tem uma filha. 

## Resultados
| Colocação                | Candidata                                                                    | País                                                   |
| ------------------------ | ---------------------------------------------------------------------------- | ------------------------------------------------------ |
| Miss Universo 2000       | Lara Dutta                                                                   | Índia                                                  |
| 2º lugar                 | Claudia Moreno                                                               | Venezuela                                              |
| 3º lugar                 | Helen Lindes                                                                 | Espanha                                                |
| Semifinalistas (Top 5):  | Kim Yee Lynette Cole                                                         | Canadá · Estados Unidos                                |
| Semifinalistas (Top 10): | Catalina Acosta Evelyn Mikomagi Corinne Crewe Sonia Rolland Heather Hamilton | Colômbia · Estónia · Zimbabwe · França · África do Sul |
| Premiações especiais     |                                                                              |                                                        |
| Miss Simpatia            | Tamara Scaroni                                                               | Aruba                                                  |
| Miss Fotogenia           | Helen Lindes                                                                 | Espanha                                                |
| Melhor Traje Típico      | Leticia Murray Lara Duta Corinne Crewe                                       | México · Índia · Zimbabwe                              |
| Melhor Traje de Banho    | Lara Dutta                                                                   | Índia                                                  |
| Prêmio Estilo Clairol    | Leticia Murray                                                               | México                                                 |

## Candidatas
Em negrito, a candidata eleita Miss Universo 2000. Em itálico, as semifinalistas.
| - África do Sul - Heather Hamilton (SF) - Alemanha - Sabrina Schepmann - Angola - Eunice Manita - Argentina - Andrea Nicastri - Aruba - Tamara Scaroni (MS) - Austrália - Samantha Frost - Bahamas - Mikala Moss - Bélgica - Joke Van de Velde - Belize - Shiemicka Richardson - Bolívia - Yenny Paz - Botswana - Joyce Molemoeng - Brasil - Josiane Kruliskoski - Bulgária - Magdalina Valtchenova - Canadá - Kim Yee (F) - Chile - Francesca Parra - Chipre - Christy Groutidou - Cingapura - Eunice Olsen - Colômbia - Catalina Acosta (SF) - Coreia do Sul - Kim Young-joo - Costa Rica - Laura Mora - Croácia - Renata Lovrincevic - Dinamarca - Heidi Vallentin - Egito - Ranya El-Sayed - El Salvador - Alexandra Rivas - Equador - Gabriela Cadena - Espanha - Helen Lindes (3°, MF) - Estados Unidos - Lynnette Cole (F) - Estónia - Evelyn Mikomagi (SF) - Filipinas - Nina Alagao - Finlândia - Suvi Miinala - França - Sonia Rolland (SF) - Gana - Maame Acquah - Grã-Bretanha - Louise Lakin - Grécia - Eleni Skafida - Guam - Lisamarie Quintana - Guatemala - Evelyn López - Honduras - Flor Garcia - Hong Kong - Sonija Kwok - Hungria - Izabella Kiss - Ilhas Caimã - Mona Lisa Tatum | - Ilhas Virgens Britânicas - Tausha Vanterpool - Índia - Lara Dutta (1°, 2° TT, MM) - Irlanda - Louise Doheny - Israel - Nirit Bakshi - Itália - Annalisa Guadalupi - Iugoslávia - Lane Maric - Jamaica - Sapphire Longmore - Japão - Mayu Endo - Líbano - Norma Naoum - Malásia - Lynette Mei-Ling - Malta - Joelene Arpa - Ilhas Maurícias - Jenny Arthemidor - México - Leticia Murray (TT, EC) - Namíbia - Mia de Klerk - Nigéria - Matilda Kerry - Noruega - Tonje Woello - Nova Zelândia - Tonia Peachey - Países Baixos - Chantal van Roessel - Panamá - Analia Núñez - Paraguai - Carolina Franco - Peru - Veronica Rueckner - Polónia - Emilia Raszynska - Porto Rico - Zoraida Fonalledas - Portugal - Licinia Macedo - República Dominicana - Gilda Jovine - República Eslovaca- Mirka Kysucka - República Tcheca - Jitka Kocurova - Rússia - Svetlana Goreva - São Martinho - Angelique Romou - Suécia - Valerie Aflalo - Suíça - Anita Buri - Tailândia - Kunlathida Yenprasert - Taipé Chinesa - Lei-Ann Chang - Trinidad e Tobago - Heidi Rostant - Turcas e Caicos - Clintina Gibbs - Ucrânia - Natalie Shvachko - Uruguai - Giovanna Piazza - Venezuela - Claudia Moreno (2°) - Zimbabwe - Corinne Crewe (SF, 3° TT) |

## Fato
- No mesmo ano em que Lara Dutta foi coroada Miss Universo, a Índia também conquistou o título do Miss Mundo com Priyanka Chopra,[8] vencendo os dois principais concursos internacionais no mesmo ano.